# ISO 3166-2:BW
ISO 3166-2:BW è uno standard ISO che definisce i codici geografici delle suddivisioni del Botswana; è un sottogruppo dello standard ISO 3166-2.
I codici, assegnati ai dieci distretti e alle sei città autonome del paese, sono formati da BW- (sigla ISO 3166-1 alpha-2 dello stato), seguito da due lettere.

## Codici

### Distretti e sottodistretti
| Codice | Distretto       |
| ------ | --------------- |
| BW-CE  | Centrale        |
| BW-CH  | Chobe           |
| BW-GH  | Ghanzi          |
| BW-KG  | Kgalagadi       |
| BW-KL  | Kgatleng        |
| BW-KW  | Kweneng         |
| BW-NE  | Nordorientale   |
| BW-NW  | Nordoccidentale |
| BW-SE  | Sudorientale    |
| BW-SO  | Meridionale     |

### Città
| Codice | Città        |
| ------ | ------------ |
| BW-FR  | Francistown  |
| BW-GA  | Gaborone     |
| BW-JW  | Jwaneng      |
| BW-LO  | Lobatse      |
| BW-SP  | Selebi Pikwe |
| BW-ST  | Sowa Town    |